# Pongal Catena
La Pongal Catena è una struttura geologica della superficie di Cerere.